# Alois Václavík mladší
Alois Václavík, pro odlišení od svého otce uváděn jako Alois Václavík mladší (12. června 1847 Žehuň – 15. prosince 1929 Žehuň) byl rakouský a český podnikatel a politik, v 80. letech 19. století poslanec Českého zemského sněmu.

## Biografie
Profesí byl mlynářem v obci Žehuň. Stejně jako jeho otec Alois Václavík se zapojil i do politického života. Byl okresním starostou v Městci Králové.
Jeho otec Alois Václavík byl od 60. let 19. století zemským poslancem. Před volbami v roce 1883 ovšem publikoval veřejnou výzvu, v níž se kvůli pokročilosti věku vzdal další kandidatury s tím, že místo něj kandiduje právě jeho syn Alois Václavík mladší. Ten pak byl skutečně zvolen v kurii venkovských obcí (volební obvod Poděbrady, Městec Králové) do Českého zemského sněmu. Patřil k staročeské straně.
Zemřel v prosinci 1929. Pohřben byl do rodinné hrobky v Žehuni.